# Olympische Jugend-Sommerspiele 2018/Kanu
Bei den Olympischen Jugend-Sommerspielen 2018 in der argentinischen Metropole Buenos Aires wurden je vier Wettbewerbe im Kanurennsport und Kanuslalom ausgetragen.
Die Wettbewerbe fanden vom 12. bis zum 16. Oktober im Stadtteil Puerto Madero statt.

## Kanurennsport

### Jungen

#### C1
| Platz | Land | Athleten             |
| ----- | ---- | -------------------- |
| 1     | KAZ  | Dias Bakhraddin      |
| 2     | UZB  | Islomjon Abdusalomov |
| 3     | CZE  | Jiří Minařík         |

 Tim Bechtold schied im Hoffnungslauf aus.

#### K1
| Platz | Land | Athleten       |
| ----- | ---- | -------------- |
| 1     | HUN  | Ádám Kiss      |
| 2     | BEL  | Jules Vangeel  |
| 3     | ARG  | Valentín Rossi |

### Mädchen

#### C1
| Platz | Land | Athleten            |
| ----- | ---- | ------------------- |
| 1     | UZB  | Gulbakhor Fayzieva  |
| 2     | HUN  | Laura Gönczöl       |
| 3     | MEX  | Stephanie Rodríguez |

 Zola Lewandowski schied im Achtelfinale aus.

#### K1
| Platz | Land | Athleten           |
| ----- | ---- | ------------------ |
| 1     | HUN  | Eszter Rendessy    |
| 2     | SVK  | Katarína Pecsuková |
| 3     | KAZ  | Stella Sukhanova   |

 Gina Zint verlor das Rennen um Platz 3 und wurde Vierte.

 Zola Lewandowski schied im Hoffnungslauf aus.

## Kanuslalom

### Jungen

#### C1
| Platz | Land | Athleten                    |
| ----- | ---- | --------------------------- |
| 1     | MRI  | Terence Benjamin Saramandif |
| 2     | NZL  | Finn Anderson               |
| 3     | ESP  | Yoel Becerra                |

 Tim Bechtold schied im Viertelfinale aus.

#### K1
| Platz | Land | Athleten       |
| ----- | ---- | -------------- |
| 1     | SLO  | Lan Tominc     |
| 2     | CHN  | Guan Changheng |
| 3     | FRA  | Tom Bouchardon |

### Mädchen

#### C1
| Platz | Land | Athleten           |
| ----- | ---- | ------------------ |
| 1     | FRA  | Doriane Delassus   |
| 2     | GER  | Zola Lewandowski   |
| 3     | SVK  | Emanuela Luknárová |

#### K1
| Platz | Land | Athleten           |
| ----- | ---- | ------------------ |
| 1     | SVK  | Emanuela Luknárová |
| 2     | FRA  | Doriane Delassus   |
| 3     | TPE  | Lai Tzu-hsuan      |

 Zola Lewandowski verlor das Rennen um Rang drei und wurde Vierte.

 Gina Zint schied im Achtelfinale aus.